# Ratchet & Clank 2: Totalmente a tope
Ratchet & Clank: Going Commando, conocido como Ratchet & Clank 2: Locked and Loaded (Ratchet & Clank 2: Totalmente a tope en España) en Australia y la mayoría de los países PAL, es un videojuego de plataformas de disparos en tercera persona de 2003 desarrollado por Insomniac Games y publicado por Sony Computer Entertainment para PlayStation 2. Ratchet & Clank: Going Commando es el segundo juego de la franquicia Ratchet & Clank, después de Ratchet & Clank. David Kaye retoma su papel de Clank mientras James Arnold Taylor reemplaza a Mikey Kelley como Ratchet.
El juego sigue a Ratchet y Clank, junto con la recién llegada Angela Cross, mientras intentan desentrañar una conspiración en una nueva galaxia que involucra un misterioso "proyecto favorito" orquestado por la sombría MegaCorp.
La jugabilidad de Going Commando es similar a la del Ratchet & Clank original. Los protagonistas controlados por el jugador se ven desde una perspectiva en tercera persona. El jugador avanza a través de la historia usando varias armas y dispositivos para derrotar enemigos y resolver acertijos, mientras explora planetas, completa secciones de plataformas y minijuegos. El juego presenta muchas mejoras con respecto al juego original, como la estética, e introduce muchos aspectos nuevos del juego, como la mejora de armas.
Going Commando se lanzó aproximadamente un año después del juego original y recibió elogios de la crítica. Con frecuencia ha sido catalogado como uno de los mejores juegos de PlayStation 2. La mayoría de los críticos sintieron que el juego era superior a su predecesor y elogiaron los gráficos, la jugabilidad, la historia, la caracterización y el sonido del juego. Algunos criticaron su implacable dificultad y sus minijuegos. Le siguió Ratchet & Clank: Up Your Arsenal.

## Historia
Después de hacerse famosos tras la derrota del Presidente Drek, Ratchet y Clank empezaron aparecer en programas, revistas, etc. Pero un día fueron teletransportados a la galaxia Bogon por el fundador de Megacorp, Abercombie Fizzwidget encomendándoles una peligrosa misión, rescatar un experimento secreto de un ladrón, quien ha contratado a un grupo de guardaespaldas para protegerle. Después de viajar por muchos planetas descubren que el ladrón es una mujer lombax llamada Ángela Cross, exempleada de Megacorp, que les dice que ese experimento llamado Protomascota estaba a punto de ser terminado cuando Fizzwidget pidió que se comercializara. Ratchet, Clank y Ángela viajan a Yeedil para terminar con la protomascota, pero en ese momento aparece Fizzwidget revelándose como el mismísimo Capitán Qwark, que les cuenta su plan de crear un experimento diabólico y después salvar a la galaxia Bogon de él para retomar su popularidad. Cuando Qwark está a punto de acabar con la protomascota con un artilugio creado por Ángela llamado Helix-o-morph (Helicomorfo), ésta se transforma en algo grotesco que devora a Qwark y huye, pero es derrotada por Ratchet, que después arroja a Qwark fuera de su cuerpo. Después de eso aparece el verdadero Abercrombie Fizzwidget, quien confiesa haber estado encerrado en un armario todo este tiempo. Ángela en ese momento se pregunta qué habrá salido mal con su artilugio y Clank le dice que las baterías estaban al revés, y Ángela transforma a la protomascota en normal de nuevo. Ratchet, Clank y Ángela vuelven al apartamento de Clank en Megápolis y Ratchet le pregunta a Ángela qué ha pasado con Qwark y ésta le responde que ahora es un sujeto de pruebas para Megacorp.

## Personajes
- Ratchet: Es un ser de la especie lombax y el personaje principal del juego, héroe de la galaxia Solana en el juego anterior. Es teletransportado a la galaxia Bogon por Abercombie Fizzwidget para encomendarle la misión de recuperar la protomascota.

- Clank: Es un robot de apariencia juvenil, compañero de Ratchet durante todo el juego. Es rescatado por Ratchet en Megápolis (planeta Endako).

- Abercombie Fizzwidget: El jefe de Ratchet en el juego, es capaz de decir 1000 palabras en un minuto y casi todas mal. Se revela que Fizzwidget estaba atrapado en un armario y que el jefe de Ratchet era el Capitán Qwark.

- Ladrón desconocido/ Ángela Cross: Exempleada de Megacorp que se hace pasar por ladrona para robar y destruir la protomascota. También es un lombax.

- Capitán Qwark: Después de haber perdido su popularidad por haber sido cómplice de Drek, decide crear un plan diabólico para recuperar su popularidad secuestrando a Fizzwidget y haciéndose pasar por él. Sin embargo, al final se desenmascara el plan y Qwark acaba más humillado de lo que estaba antes.

## Planetas
- Aranos (Laboratorio volante)
- Oozla (Tienda Megacorp)
- Nebulosa Wupash (no seleccionable)
- Nebulosa Maktar (Maktar Resort)
- Endako (Circular City, Megápolis)
- Barlow (Desfiladero Vukovar)
- Sistema Feltzin (Punto de encuentro de Gorilas a pilas)
- Notak (Canal City)
- Ship Shack de Slim Cognito
- Siberius (Base helada)
- Tabora (Zona minera)
- Dobbo (Centro de pruebas de Megacorp)
- Joba (Juegos Megacorp)
- Nube Hrugis (Centro de desechos espaciales)
- Todano (Armería Megacorp)
- Boldan (Silver City)
- Gorn (Flota de Gorilas a pilas)
- Snivelak (Cuartel General de Gorilas a pilas)
- Smolg (Centro de distribución)
- Grelbin (Páramos Tundor)
- Damosel (Allgon City)
- Yeedil (Fábrica de protomascotas de Megacorp)
- (Dantopia: Museo Insomniac)

## Armas y Artilugios
- Omnillave 8000
- Lancer/ Lancer pesado
- Bomba gravitatoria/ Miniatómica
- Picadora/ Multiestrella
- Escopeta Blitz/ Cañón Blitz
- Rifle de pulsos/ Vaporizador
- Guante minitorreta/ Guante megatorreta
- Cañón buscador/ Cañón HK22
- Sistenoide/ Kilonoide
- Lanzalava/ Meteorolleta
- Rebotador/ Rebotador pesado
- Tubo de minicohetes/ Cañón multicohetes
- Guante arañabot/ Guante tanquebot
- Bobina de plasma/ Plasmatrón
- Cañón flotabomba/ Cañón tetrabomba
- Ovejeitor/ Ovejeitor negro
- Cargador escudo/ Barrera Tesla
- Zodiac
- TAUN II
- Electroclank/ Clankcalambrón
- Guante bombas
- Visicañón
- Guante señuelo
- Garra Tesla
- Guantazo

- Balanceador
- Dinamo
- Termanator
- Rayo atrayente
- Hipnomátic
- Electrolizador
- Infiltrador
- Helipack
- Aviopack
- Hidropack
- Levitador
- Planeador
- Deslizabotas
- Botas gravitatorias
- Megabotas
- Magnetizador de blindaje
- Rompecajas
- Mapamátic

## Objetos especiales
- Guitones de Platino
- Puntos de habilidad
- Nanosubidones

## Nanosubidones
- Planeta Endako: en la 2.ª zona de grúas, en la sala más grande hay una puerta con un cierre para el Infiltrador. Completa el recorrido y dentro de la sala está el nanosubidón.

- Sistema Feltzin: en cualquier desafío, entra en la estación espacial y está en la sala central, en una zona hundida en el suelo.

- Planeta Notak: está a simple vista, al final del recorrido del Paseo.

- Planeta Tabora: está en el recorrido en Planeador, encima de la 4.ª torre; sube bastante después de atravesar el segundo aro.

- Planeta Dobbo: se ve arriba a la izquierda antes de empezar el recorrido en Planeador, pero solo puedes cogerlo dando la vuelta durante el recorrido. Puedes hacerlo justo en la sala siguiente, donde hay barrotes, después de los primeros barrotes cuando te acerques a los segundos, gira bruscamente en el aire dando una vuelta hacia atrás, y cuando estés girado en la dirección contraria, endereza el Planeador y cuando llegues a la sala siguiente, sube todo lo que puedas a la derecha, ya que está al principio, y podrás cogerlo. Es bastante difícil, pero es cuestión de intentarlo muchas veces.

- Planeta Joba: nada más empezar el nivel, hay un blanco de dinamo oculto a la derecha. Actívalo, entra en el edificio de la izquierda, activa la dinamo y sigue recto esquivando las trampas hasta el final y entra en un hueco a la derecha donde está el nanosubidón. Debes darte prisa en hacerlo todo o se cerrará la compuerta que lo guarda.

-En la carrera de hovermotos, a partir del 3.er desafío se abrirá un atajo que empieza a la derecha en la llanura donde hay barro resbaladizo. Está en el atajo a la izquierda de una curva, pero no vayas muy deprisa o te lo saltarás.
- Planeta Todano: en el silo de cohetes, en la sala circular hay un cierre de Infiltrador oculto detrás de unas cajas, a la izquierda de la puerta. Completa el circuito y se activará un ascensor; sube y arriba está el nanosubidón.

- Planeta Boldan: sigue el recorrido central desde la nave, donde hay unas escaleras que se dividen en dos hacia la derecha y la izquierda. En el patio de la derecha, hay una fuente a la izquierda. El nanosubidón está encima.

-Ve al Museo Insomniac que está en el planeta a través de los cables de deslizabotas. Una vez que has ido, vuelve al planeta Boldan y ve a donde estaba el nanosubidón anterior. Estará ahí, encima de la fuente otra vez.
- Planeta Snivelak: nada más empezar el nivel, sigue los blancos de balanceador. El nanosubidón está justo encima de la primera cúpula a la que llegas; impúlsate bastante en el último blanco de balanceador para llegar.

## Puntos de Habilidad
- Jaleo prehistórico: Derriba a 4 pterodáctilos (los pájaros que vuelan). (Oozla)

- Vandalismo: Destroza Maktar Resort (las bolas flotantes también). (Nebulosa Maktar)

- Rompe y agarra: Haz pedazos la tienda Megacorp, para lo cual aconsejó tener el rompecajas que se consigue matando al enemigo secreto que hay en la tienda Megacorp. Para saber dónde está mira en la sección de trucos. (Oozla)

- Leña al muñeco de nieve: Destroza el muñeco de nieve. Está detrás del primer hangar con enemigos. (Siberius)

- Destrozaplanetas: Destruye la gran esfera flotante, eso que parece un planeta. Primero hay que romperle las cosas que giran alrededor y después la bola. (Notak)

- Ninja con llave II: La masacre: Acaba con todos los enemigos usando solo la llave. (Si te matan antes de que hayas matado a todos los enemigos del planeta, no te darán el punto de habilidad). (Joba)

- Grande pero matón: Derrota a B2 Matón sin sufrir un rasguño (ponte el escudo y ya está). (Maktar Arena)

- Pío pío que te pillo: Acaba con 12 pájaros (no te acerques a ellos porque se irán volando). (Joba)

- Destruye objetos rompibles: Haz pedazos Circular City (no hace falta romper naves). (Endako)

- A contar ardillas: Convierte a 16 ardillas en ovejas. (Todano)

- ¡Máximo nano, hermano!: ¡Llega al máximo de nanotecs para Ratchet! (Consigue todos los Nanosubidones).

- Roboalboroto: Convierte Lunar City en un paisaje lunar (rompe todos los edificios, puentes, farolas, etc). (Órbita de Dobbo)

- Clank necesita zapatos nuevos: Gana 300 guitones en una máquina tragaperras (te tienen que salir en la máquina: |bar|bar|bar|). (Nebulosa Maktar)

- Armas a lo bestia: Obtén todas las armas y mejoras. Las armas de Ratchet & Clank 1 no se pueden mejorar.

- Depósito de seguridad: Salva a los 4 turistas del banco (es donde hay una fuente con agua y unos ordenadores por las paredes). (Damosel)

- Operario de maquinaria pesada: Destroza 10 robots con la grúa. Deja caer la carga encima de los robots. (Endako)

- Buen viaje: Mejora todas la piezas de la nave de Ratchet.

- ¡Eso es imposible!: Gana el desafío imposible (tiene 60 rondas). (Megacorp Arena, Joba)

- Ninja con llave: Sierra para hartarse: Vence a Motosierra tan sólo con la llave (no uses el escudo, de lo contrario no te darán el punto de habilidad). (Maktar Arena)

- Velocidad infernal: Supera 2:10 en la carrera de hovermotos. (Barlow)

- ¿A qué velocidad iba eso?: Supera 2:27 en la carrera de hovermotos. (Joba)

- Sin un rasguño: Deslízate por la barandilla sin sufrir un rasguño (por los cables de las deslizabotas). (Boldan)

- Curando el karma: Encuentra los 100 cristales que hay por todo el desierto. (Tabora)

- Feldespatía aguda: Extrae los 101 feldespatos que hay en los páramos helados. (Grelbin)

- Locura urbana: Deslízate a tope y no te hagas daño (por los cables de las deslizabotas) (Es más fácil si te pones el escudo). (Damosel)

- De tú a tú: Vence al robot del jefe de los Gorilas con ataque cuerpo a cuerpo (usando solamente los puños). (Órbita de Dobbo)

- Aquí no hay nada que ver: Destruye los 4 cohetes Megacorp durante el recorrido. (Todano)

- Eres mi héroe: Salva a los 10 turistas. Cuando estás haciendo el recorrido de los cohetes Megacorp aparecen unas ardillas que matan a los turistas. Pues mátalas e intenta que no muera ninguno de ellos. Si al final del recorrido cuando se meten al autobús no ha muerto ninguno, te darán el punto de habilidad. (Todano)

- Prohibido moverse: Derriba 14 naves. (Hay algunas naves grises que van a velocidad reducida más fáciles de derribar). (Snivelak)

- Antiguo arsenal: Derrota a todos los enemigos del planeta usando sólo armas de Ratchet y Clank 1 (Garra Tesla, Guante bombas, Guante señuelo, Visicañón y Guantazo). (Dobbo)